# جورجي غاستون مارين
جورجي غاستون مارين (بالرومانية: Gheorghe Gaston-Marin)‏ هو مهندس كهربائي روماني، ولد في 14 أبريل 1918 في Chișineu-Criș ‏ في رومانيا، وتوفي في 25 فبراير 2010 في بوخارست في رومانيا.